# Barely Legal (revista)

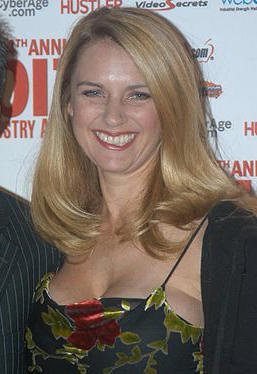
Gail Harris, creadora de Barely Legal en los Premios XBIZ de 2005.

Barely Legal es el nombre de una revista para adultos estadounidense dirigida principalmente a hombres heterosexuales.
La revista presenta fotos explícitas de mujeres jóvenes desnudas, todas las cuales tienen al menos 18 años. Sus modelos son seleccionadas y fotografiadas para enfatizar su juventud. Las fotografías no muestran escenas sexuales explícitas o simuladas con hombres, y las modelos aparecen solas o en grupos de dos o más mujeres. En cada número, una de las modelos se destaca como la "Barely Legal Teen Queen of the Month", cuyo reportaje fotográfico se incluye en las páginas centrales.
Cada revista va acompañada de lo que pretende ser un perfil o entrevista con la modelo, aunque un descargo de responsabilidad en la letra pequeña de los indicios de cada número establece claramente que este texto es ficción y probablemente tiene poca o ninguna base en la realidad. Estos perfiles tienden a complacer las fantasías de los lectores al retratar a los modelos como ingenuas y sexualmente inexpertas, pero curiosas y ansiosas por comenzar a satisfacer sus apetitos sexuales, especialmente con los hombres mayores que conforman el principal grupo demográfico de la revista, ahora que han alcanzado la edad de consentimiento. Además de las imágenes, la mayoría de los números incluyen una columna de letras con respuestas (atribuidas a los modelos) a los comentarios de los lectores sobre la revista, algunas reseñas de videos para adultos y una historia corta sexualmente explícita escrita en la primera persona desde el punto de vista de una mujer de 18 años.
Su creadora fue la modelo y editora británica Gail Harris, fundadora y directora de Falcon Foto. Comenzó a desarrollar la revista a partir de 1988, produciendo Barely Legal bajo el sello editorial de Larry Flynt Publications, convirtiéndose en uno de los títulos más vendidos de Flynt, solo superado por la revista Hustler. El primer número de Barely Legal, el "Premiere Issue", se publicó en septiembre de 1993.
El lanzamiento de Barely Legal revolucionó la industria del porno con la aparición de al menos 22 títulos de imitación, así como cambios de formato en las publicaciones establecidas. La revista se publica trece veces al año (12 mensual y una especial), a veces siendo comercializada conjuntamente con Hustler, coproduciendo además una productora cinematográfica con el mismo nombre.
Gail Harris apareció como modelo de la página central y en la portada de la edición de marzo de 1986 de Hustler.